# Lindoso (Vega de Valcarce)
Lindoso es una localidad perteneciente al municipio de Vega de Valcarce en la comarca leonesa del Bierzo. Se encuentra ubicada al oeste de la capital municipal, cerca del límite provincial entre León y Lugo, a unos dos kilómetros y medio de la localidad lucense de Vega de Brañas y a una altitud aproximada de 1010 metros. Su población, en 2013, es de veinticuatro habitantes.

## Historia
A principios del S. XV pertenecía al monasterio benedictino de San Julián de Samos. En 1431 fue cedido en foro a don Pedro Álvarez Osorio, quien años más tarde fuera conde de Lemos.
En 1834, cuando se realizó en España la primera división del territorio nacional en partidos judiciales, Lindoso quedó adscrito al partido judicial de Villafranca del Bierzo.  En 1966 se suprimió el partido judicial de Villafranca del Bierzo y pasó a estar adscrito al partido judicial de Ponferrada.
En 1858 contaba con la categoría de lugar y 128 habitantes.
Desde el punto de vista religioso, Lindoso perteneció tradicionalmente a la diócesis de Lugo hasta que, a raíz del concordato entre España y la Santa Sede de 1953, en el que se propugnaba ajustar, en la medida de lo posible el territorio de las diócesis al de las provincias civiles, en 1955 pasó a depender de la diócesis de Astorga.

## Comunicaciones
La carretera LE-4109 comunica Lindoso con la carretera LE-4101 (Las Herrerías de Valcarce-Límite provincial de Lugo por Argenteiro). Se trata de una carretera que salva un importante desnivel en una corta distancia por lo que cuenta con pronunciadas pendientes.